# Эбби, Эдвин Остин
Э́двин О́стин Э́бби (англ. Edwin Austin Abbey, 1852—1911) — американский и английский живописец, иллюстратор.

## Биография
Учился в Пенсильванской академии изящных искусств у Кристиана Шусселе. В качестве иллюстратора сотрудничал преимущественно с журналом Harper's Weekly. Он переехал в Нью-Йорк в 1871 году. На его иллюстрации сильно повлияло французское и немецкое черно-белое искусство. Иллюстрировал книги известных авторов, в том числе Шекспира, писал на историческую тематику. С 1878 года жил в Великобритании; посвящён в рыцари. В 1890 году Эдвин женился на Гертруде Мид, дочери богатого нью-йоркского торговца. В 1898 году был избран членом Королевской академии искусств, в 1902 году был официальным портретистом на коронации Эдуарда VII.
После смерти Эдвина Гертруда активно занималась сохранением наследия своего мужа.
Среди наиболее известных работ — фреска «Поиски чаши Грааля» («The Quest for the Holy Grail») (1901) в здании Бостонской публичной библиотеки, фрески в Капитолии штата Пенсильвания.

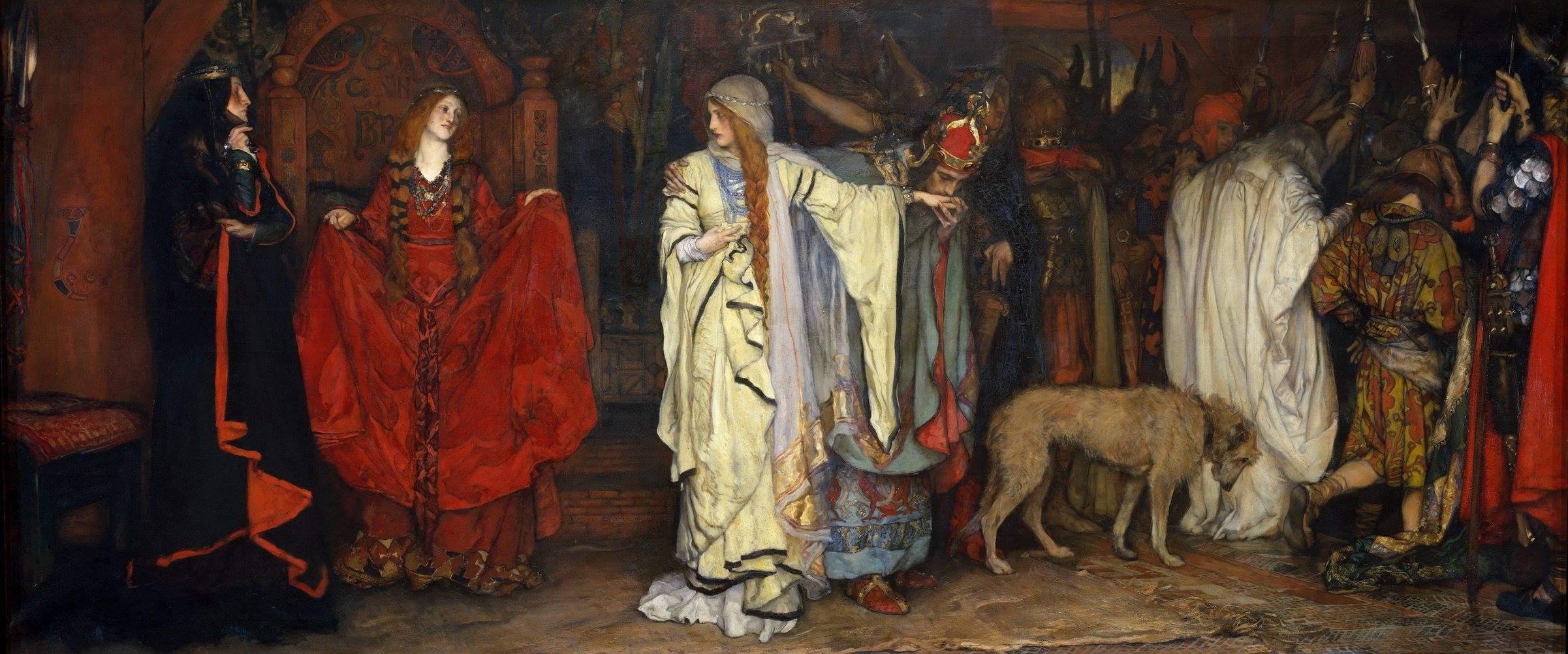
Король Лир, Акт I, сцена I (1897-1898) Метрополитен-музей
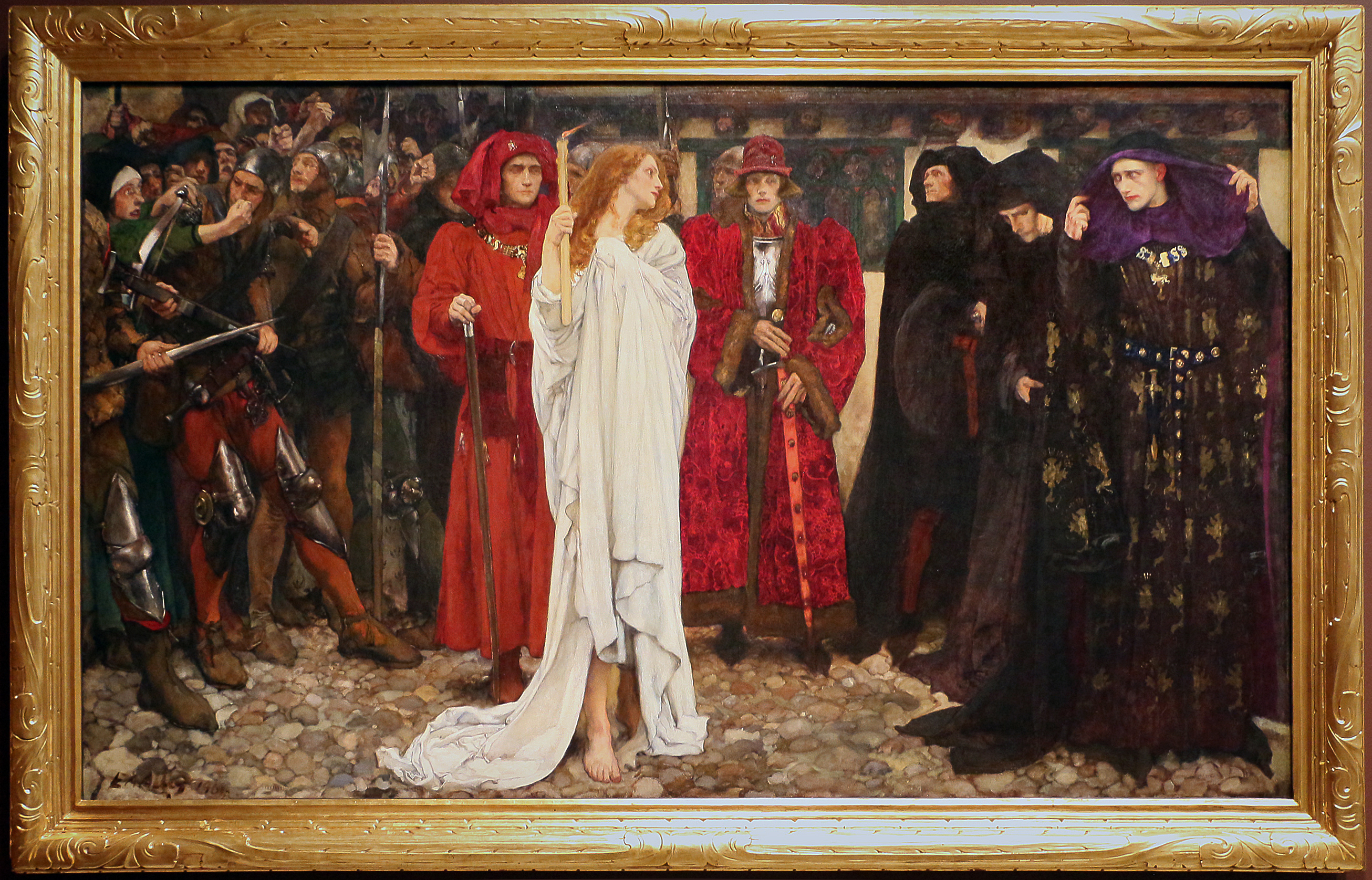
Покаяние Элеоноры Глостерской (1900)
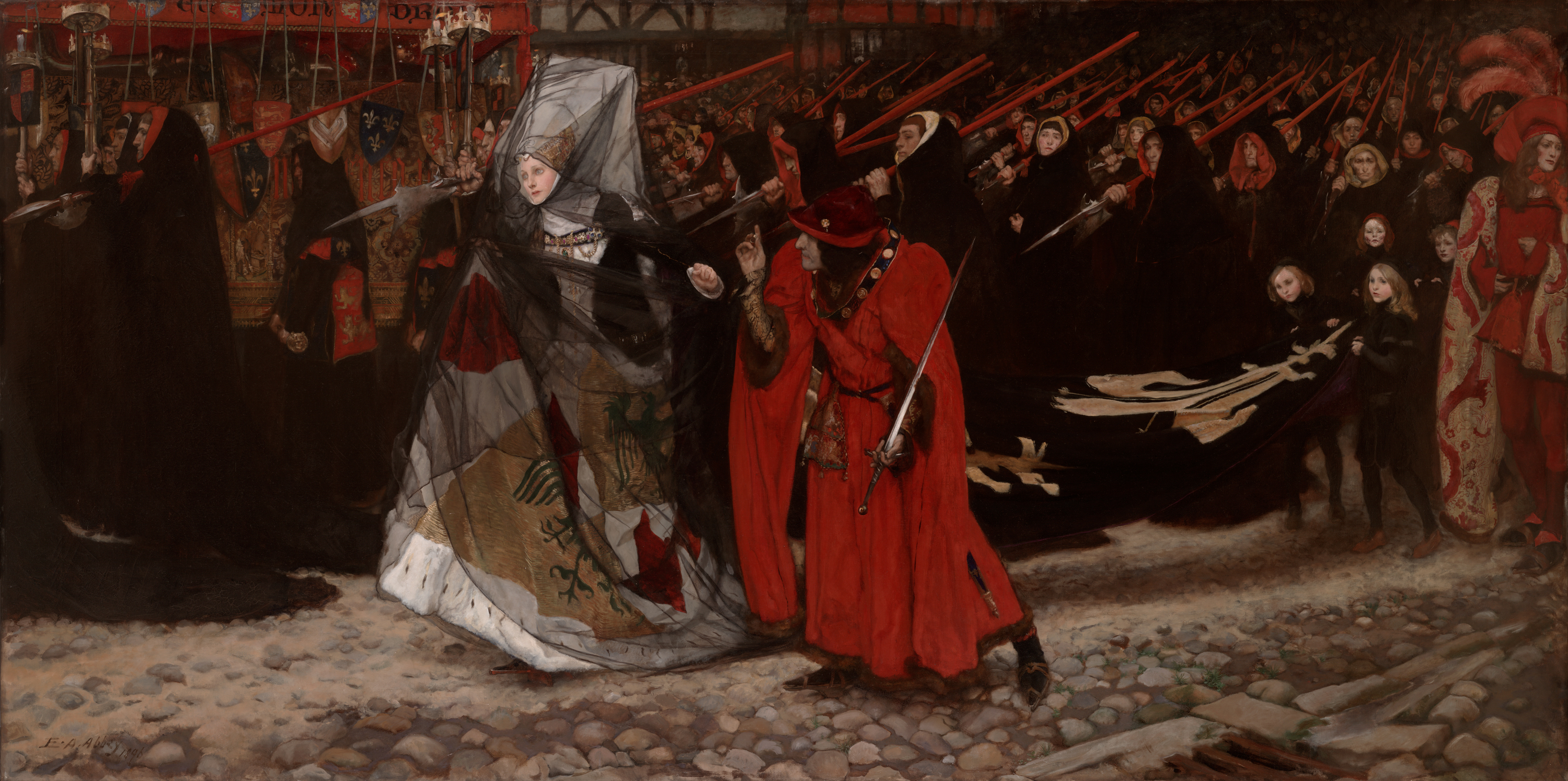
Ричард, герцог Глостерский, и леди Анна (1896), Художественная галерея Йельского университета
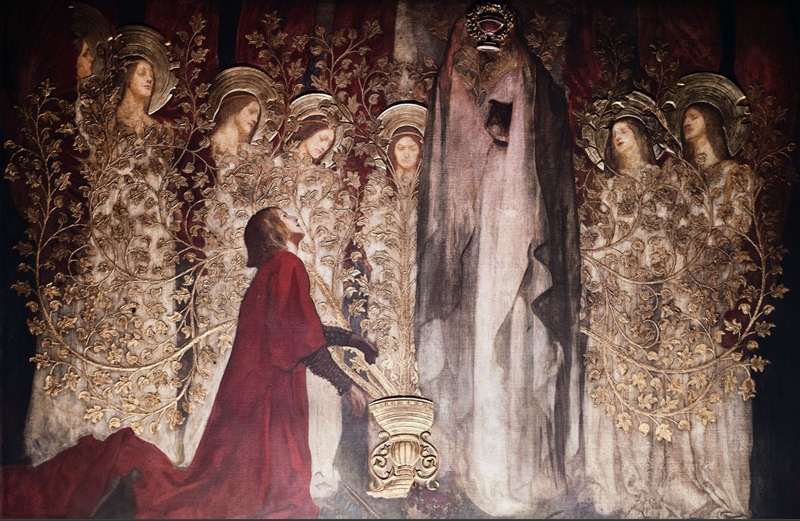
Сэр Галахад и Святой Грааль (1896-1901), Бостонская публичная библиотека
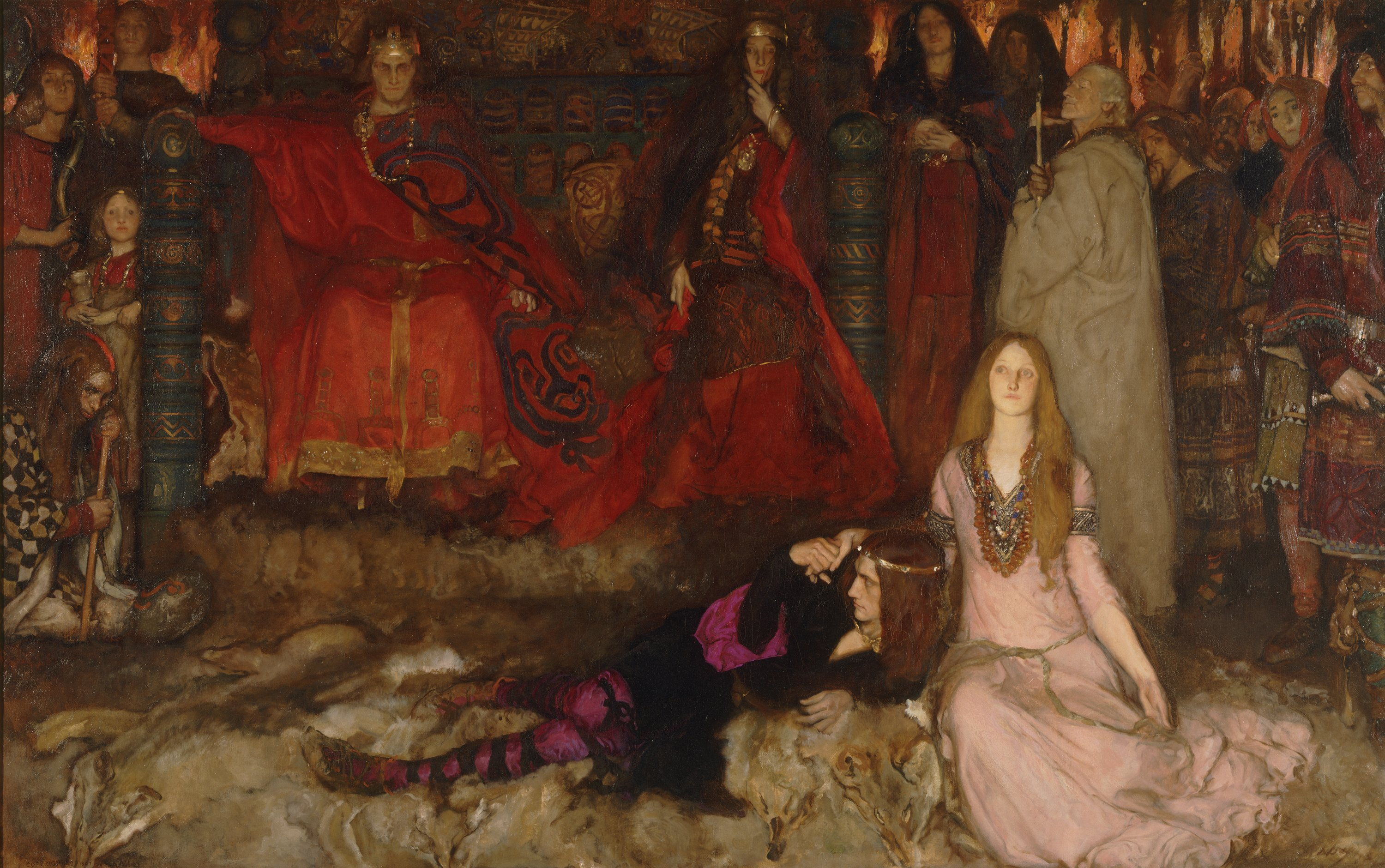
Сцена спектакля в Гамлете (1897), Художественная галерея Йельского университета